# Luc Verbeke
Luc Verbeke (Wakken, 24 februari 1924 - Waregem, 30 september 2013) was een Vlaams dichter, auteur en stichter van het Komitee voor Frans-Vlaanderen (KFV). Hij werkte onder meer ook mee aan de Encyclopedie van de Vlaamse Beweging.

## Levensloop
Luc Verbeke woonde sedert zijn huwelijk met Maria Bossuyt in 1951 in Waregem. Hij was, na zijn studies aan de Normaalschool van Torhout, achtereenvolgens onderwijzer en schoolhoofd tot 1975, schooldirecteur tot 1984 en dioscesaan inspecteur tot hij in 1989 op rust ging.
In 1947 stichtte hij, met André Demedts het Komitee voor Frans-Vlaanderen. Hij was gedurende een halve eeuw daarvan de secretaris en drijvende kracht. Van 1997 tot 2001 was hij voorzitter van KFV, nadien erevoorzitter.
Luc Verbeke is auteur van heel wat publicaties over Frans-Vlaanderen, onder meer het boek Vlaanderen in Frankrijk (1970), gebaseerd op een jarenlange artikelenreeks in het tijdschrift Ons Erfdeel, en de brochure De Nederlanden in Frankrijk en het Komitee voor Frans-Vlaanderen. Hij was ook hoofdauteur van het jubileumboek 1947-1997 over een halve eeuw KFV-werking voor en in Frans-Vlaanderen. Hij was in 1973 stichter van het driemaandelijkse tijdschrift KFV-mededelingen en tot 1997 uitgever en hoofdredacteur ervan.

## Publicaties
Luc Verbeke publiceerde negen poëziebundels:
- Gezangen in de deemstering (1951)
- Van donker naar licht (1965)
- Nescio Quid (1978)
- Terugblik (1994)
- Ik leef in taal en tijd, Herfst- en Nieuwjaarsgedichten (2004).
- Van Morgenlicht tot avondzon (2005)
- Terugblik. Een keuze uit gedichten van vroeger en nu (1944-1994), (1994).
- Gedichten voor Maria, (2013)

Daarnaast verschenen:
- Vlaanderen in Frankrijk, 1970

## Eerbetoon
Luc Verbeke werd onderscheiden met onder meer:
- de Visser-Neerlandiaprijs (1965);
- de eerste André Demedtsprijs (1970);
- het lidmaatschap van de Europese Eresenaat (1980);
- het lidmaatschap van de Maatschappij der Nederlandse Letterkunde (Leiden, 1985);
- de dr. F. A. Snellaertprijs in 1994;
- de Remi Pirynsprijs in 2004.

Hij werd voorts ook Ridder in de Orde van Oranje-Nassau (1989) en was ridder in de ludieke Orde van 't Manneke uit de Mane.